# Moehringia sedoides
Moehringia sedoides là loài thực vật có hoa thuộc họ Cẩm chướng. Loài này được (Pers.) Cumino ex Loisel. mô tả khoa học đầu tiên năm 1807.